# Добличе
Добличе (словен. Dobliče) — поселення в общині Чрномель, Південно-Східна Словенія, Словенія. Висота над рівнем моря: 153,1 м.